# Самуель Зігфрід Карл фон Баш
Самуель Зігфрід Карл фон Баш (нім. Samuel Siegfried Karl von Basch; 9 вересня 1837, Прага — 25 квітня 1905, Відень) — австрійський фізіолог і патофізіолог, особистий лікар імператора Мексики Максиміліана I (1865—1867), винахідник тонометра (1881).

## Біографія
Народився Самуель у 1837 році в єврейській купецькій сім'ї. Крім нього, в сім'ї Філіпа Абрагама Баша (1800-?) та Єви Бунцл (1802-?) зростали ще троє синів — Герш (1833), Лейб (1835), Адольф (1843) і дочка Матильда (1841).
Самуель Зігфрід Карл фон Баш здобув вищу медичну освіту в Карловому і Віденському університетах. Починаючи з 1857 року, працював у фізіологічній лабораторії Ернста Вільгельма фон Брюке, в 1862 році почав займатися безпосередньо лікарською практикою. До 1865 року стажувався у Віденському університеті, потім був призначений головним лікарем військового госпіталю в мексиканському місті Пуебла, а згодом — особистим лікарем імператора Мексики Максиміліана I. Після страти останнього в 1867 році супроводжував його тіло до Австрії.
У 1870 році був призначений лектором експериментальної патофізіології у Віденському університеті (з 1877 року — асистент професора).
Опублікував ряд робіт з експериментальної патофізіології, фізіології кишкової перистальтики, фармакодинаміки нікотину. У 1869 році опублікував монографію з патолофізіології дизентерії. Особливу популярність здобули його наукові праці в області фізіології серцево-судинної системи. Зокрема, Самуель Зігфрід Карл фон Баш розробив перші методи вимірювання кров'яного тиску, описав патологічні зміни судин при гіпертонічній хворобі, легень при задишці, а в 1881 році винайшов металевий сфигмоманометр. У 1900 році він також створив апарат для вимірювання капілярного тиску.
Залишив книгу спогадів про своє перебування в Мексиці (Erinnerungen aus Mexico. Geschichte der letzten Monate des Kaiserreichs. Duncker & Humblot, Leipzig, 1868).

### Сім'я
- Дружина — Адель Франкл (1851—1906), дочка Вільгельма Франкля (1821—1893) та Луїзи Елізабет Хок (1829—1897) з Праги. Після одруження в 1879 році подружжя перестало сповідувати іудаїзм[8];
- дві дочки — Гертруда (1881—1887) і Гедвіга.

## Монографії
- Allgemeine Physiologie und Pathologie des Kreislaufes. Hölder Verlag, Wien 1892.
- Über Herzkrankheiten bei Arteriosklerose. Springer, Berlin 1900.

## Мемуари
- Erinnerungen aus Mexico. Geschichte der letzten Monate des Kaiserreichs. Duncker & Humblot, Leipzig, 1868.

## Наукові публікації
- Anatomische und klinische Untersuchungen über Dysenterie. In: Virchows Archiv für pathologische Anatomie und Physiologie, Bd. 45 (1869) S. 204, ISSN 0376-0081.
- Über die Messung des Blutdruckes am Menschen. In: Zeitschrift für Klinische Medizin, Jg. 2 (1880), S. 79, ISSN 0372-9192.
- Ein verbesserter Sphygmo- und Cardiograph. In: Zeitschrift für Klinische Medizin, Jg. 2 (1880), S. 654, ISSN 0372-9192.
- Ein Metall-Sphygmomanometer. In: Wiener Medizinische Wochenschrift, Jg. 33 (1883), S. 673, ISSN 0254-7945.
- Der Sphygmomanometer und seine Verwerthung in der Praxis. In: Berliner Klinische Wochenschrift, Bd. 24 (1887), S. 179, 206, 224, 244, 987.
- Kapillarmanometer. In: Wiener Klinische Rundschau, Jg. 14 (1900).